# ヴィニー・マース
ヴィニー・マース（Winy Maas、1959年-）MVRDVに所属するオランダ人ランドスケープ・アーキテクト。アーバニスト。オランダ・スフェンデル生まれ。
当初はRHSTLボスコープでランドスケープ・アーキテクチュアを、1990年にデルフト工科大学で建築と都市計画を学ぶ。卒業後、レム・コールハースの主宰する建築設計事務所OMA (Office for Metropolitan Architecture)などを経て，ヤコブ・ヴァン・リー，ナザリー・ド・ヴライらと、MVRDV設立。現在ではマサチューセッツ工科大学建築学部建築デザインの客員教授、デルフト工科大学で建築と都市デザインの教授。他にベルラーヘ・インスティテュート、オハイオ州立大学、エール大学客員教授。2005年には、ベルラーヘ・インスティチュートとプロジェクト"Cube"を発表。
このほか、自身の事務所やシンクタンク「WHY FACTORY」を通して着想を得た、新しい都市計画のプロトコルを背景にしたネットワーク社会理論を調査している。